# Pelleteria

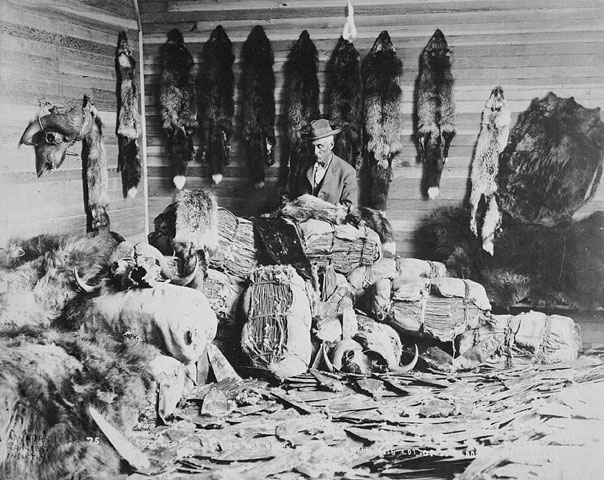
Comerciant de pells canadenc a finals del.

La pelleteria és la indústria dedicada a l'elaboració de roba i complements a partir de cuir i de pell animal. És una de les tecnologies més antigues conegudes, remuntant-se a la Prehistòria, i segurament la forma més antiga d'indumentària. El comerç amb els articles obtinguts tingué una importància creixent a l'edat moderna, ja que la demanda a Europa augmentà.
Tot i que el cuir, obtingut majoritàriament del bou, s'utilitza amb normalitat a la vestimenta occidental, la popularitat de les peces de pell ha decaigut els últims anys. Els tractaments especials que requereix tant per confeccionar-se com per utilitzar-se han fet que es considerés tradicionalment un article de luxe. Les peces de pell d'ermini han estat simbòliques en algunes cultures. El moviment ecologista ha lluitat durant les últimes dècades contra aquesta indústria, afirmant que es tracta d'una pràctica cruel i inhumana, i que la caça indiscriminada per la pell i les pumes ha portat a moltes espècies a la vora de l'extinció, entre elles alguns felins, foques i mustèlids.
A Mallorca, els pelleters, dits també antigament aluders, conformaven un col·legi professional propi, que va ser fundat el 1499. El col·legi estava sota l'advocació del Baptisme de Jesucrist, i celebraven els seus oficis religiosos a l'església de Santa Fe o bé a la del Temple. Sembla, en qualsevol cas, que el col·legi no va tenir una existència contínua; és possible que acabàs integrat en el dels blanquers i assaonadors. Això no vol dir, però, que l'ofici desaparegués: els pelleters continuaren amb el seu ofici fins al segle xx, i tenien els seus obradors al barri de la Calatrava, on hi ha el carrer de la Pelleteria.